# 이드 테크 7
이드 테크 7(id Tech 7)은 이드 소프트웨어에서 개발한 멀티플랫폼 사유 게임 엔진이다. 이드 테크 게임 엔진 시리즈의 일부로, 이드 테크 6의 후속작이다. 이 소프트웨어는 퀘이크콘 2018에서 둠 이터널의 이드 소프트웨어 발표의 일환으로 처음 시연되었다.
인디아나 존스: 그레이트 서클에는 "모터"라는 이드 테크 7의 포크 버전이 포함되어 있다.

## 기술
이드 테크 7은 이드 테크 6보다 10배 더 높은 기하학적 디테일과 높은 텍스처 충실도를 제공한다. 또한 이 게임 엔진의 기능은 "파괴 가능한 악마"라고 불리는 새로운 시스템을 가질 수 있게 하는데, 이 시스템에서는 적들이 피해를 입으면서 전투 중에 점진적으로 파괴되고 악화된다. PC에서 이드 테크 7은 벌컨 렌더링만 지원한다. 2021년 6월에 레이 트레이싱과 DLSS가 추가되었다. 엔진 개발자 악셀 그나이팅에 따르면, 엔진에는 "메인 스레드"가 없으며, 모든 것이 작업으로 구현되어 있다.

### 이드 테크 6와 비교한 개선 사항
- OpenGL 렌더 엔진 제거 등으로 인해 코드 라인 수가 100만 줄 감소[8]
- 통합된 HDR 조명 및 그림자 처리[8]
- PS4, PS4 Pro, PS5, Xbox One S, Xbox One X, Xbox Series S, Xbox Series X, PC, Stadia에서 완전한 HDR 지원[9][10]
- 다중 PBR 재료 합성, 블렌딩 및 페인팅[8]
- 이드 테크 4 이후 사용되던 메가텍스처 파이프라인 제거로 텍스처 충실도 및 기하학적 세부 사항 증가[8][11]
- 향상된 전역 조명 품질[8]
- 더 많은 파티클이 GPU에서 실행되어 더 큰 폭발, 더 많은 대기 볼류메트릭 및 더 생생한 파티클 효과를 가능하게 하는 대폭 개선된 파티클 시스템[12]
- 프레임 속도 제한이 1000 FPS로 증가. 이드 테크 6에서는 프레임 제한이 250 FPS였다.[12]
- 사용 가능한 모든 CPU 코어를 더 효율적으로 사용하도록 재작성된 작업 시스템[12]
- 더 자세한 안티앨리어싱 및 향상된 모션 블러를 포함한 개선된 후처리 효과[12]
- 이드 테크 6보다 두 배 큰 게임 플레이 영역 지원[11]
- 이미지 스트리밍 개선[13]
- 확장된 데칼 시스템[13]
- 개선된 LOD 시스템[13]
- 오프스크린에 있는 것을 렌더링하지 않도록 하는 새로운 GPU 삼각형, 조명 및 오클루전 컬링 시스템[13]
- 극적으로 향상된 압축[13]
- 사망 후 화면을 포함한 레벨 로딩 시간 개선[13]
- DLSS 2.3.0[14][15]
- 플레이스테이션 5, 엑스박스 시리즈 X (엑스박스 시리즈 S에서는 사용 불가) 및 하드웨어 가속 레이 트레이싱을 지원하는 PC에서의 레이 트레이스 반사[16]
- 엑스박스 시리즈 X 및 엑스박스 시리즈 S에서의 가변 속도 셰이딩[16]

## 이드 테크 7을 사용하는 게임
| 년도 | 제목                         | 개발사          | 비고                                                |
| ---- | ---------------------------- | --------------- | --------------------------------------------------- |
| 2020 | 둠 이터널                    | 이드 소프트웨어 |                                                     |
| 2024 | 인디아나 존스: 그레이트 서클 | MachineGames    | Motor – Powered by id Tech로 브랜드화된 커스텀 버전 |

## 같이 보기
- 1인칭 슈팅 엔진
- 게임 엔진 목록